# Сланце
Сланце (словен. Slance) — поселення в общині Целє, Савинський регіон, Словенія. 
Висота над рівнем моря: 253,2 м.